# (14792) Thyestes
(14792) Thyestes ist ein Asteroid aus der Gruppe der Jupiter-Trojaner. Damit werden Asteroiden bezeichnet, die auf den Lagrange-Punkten auf der Bahn des Jupiter um die Sonne laufen.
(14792) Thyestes wurde am 24. September 1973 von den niederländischen Astronomen Cornelis Johannes van Houten, Ingrid van Houten-Groeneveld und Tom Gehrels am Palomar-Observatorium entdeckt. Er ist dem Lagrangepunkt L4 zugeordnet.
Der Asteroid wurde am 9. März 2001 nach der mythologischen Figur des Thyestes benannt, dem König von Mykene und Bruder des Atreus.